# Oliva kaleontina
Oliva kaleontina là một loài ốc biển, là động vật thân mềm chân bụng sống ở biển trong họ Olividae, họ ốc gạo hoa.

## Miêu tả
Vỏ sò dài 15 đến 42 mm.

## Phân bố
Vịnh California, Tây México và Bắc Peru.